# Nemotelus pallipes
Nemotelus pallipes är en tvåvingeart som beskrevs av Thomas Say 1823. Nemotelus pallipes ingår i släktet Nemotelus och familjen vapenflugor. Inga underarter finns listade i Catalogue of Life.